# 西貢海濱公園

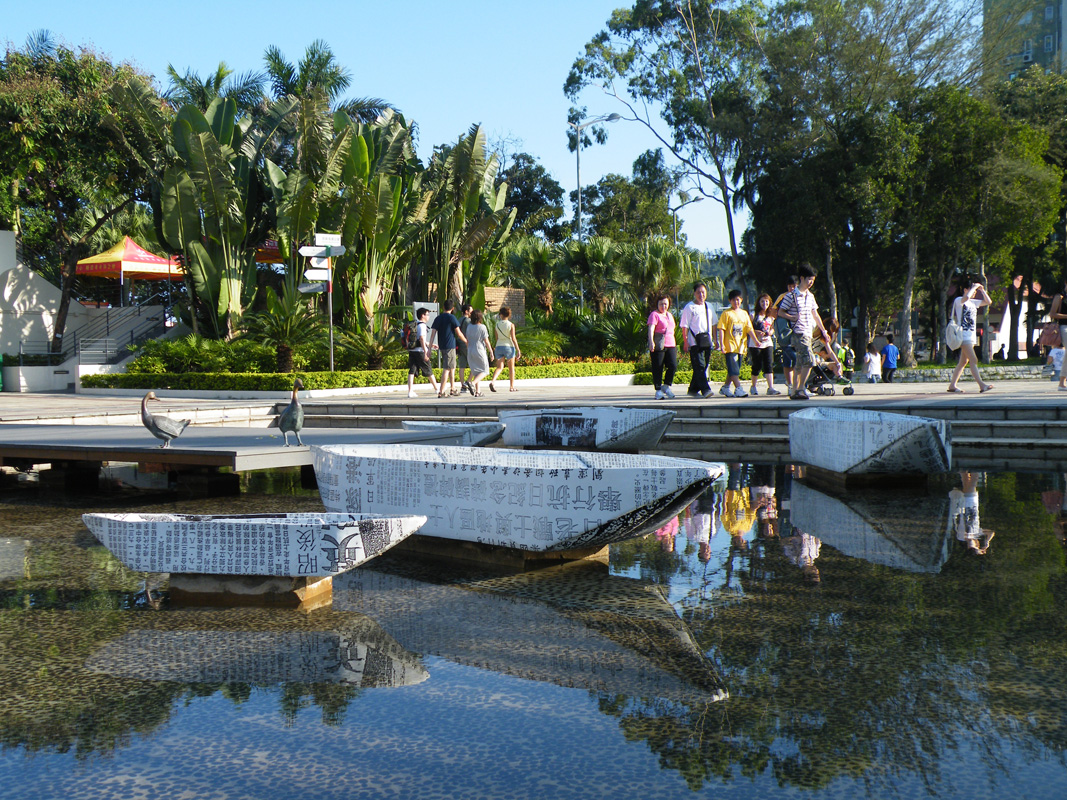
中央水池，以紙船為主題

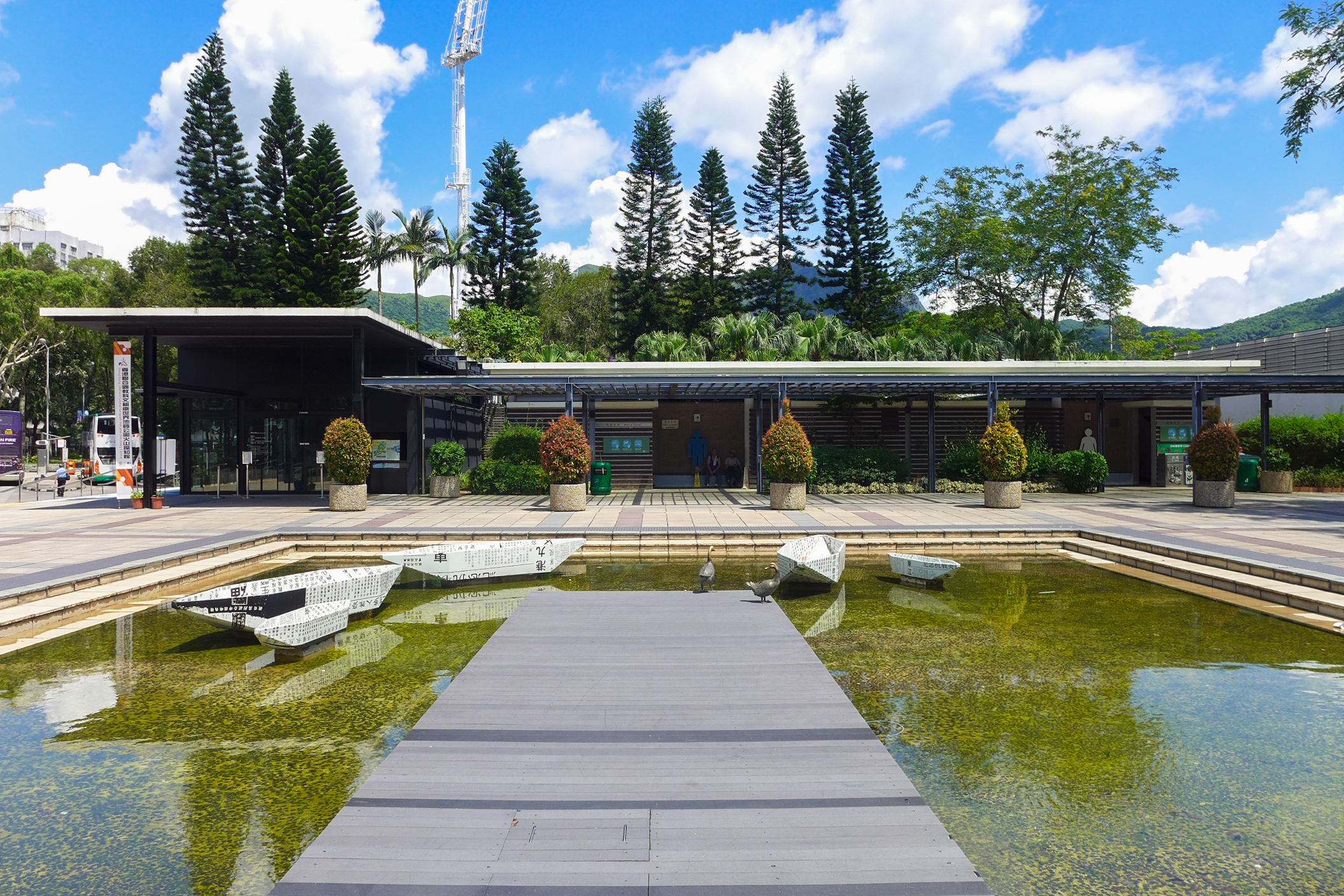
海濱公園訪客中心和洗手間，前方設水池

西貢海濱公園（英語：Sai Kung Waterfront Park）是位於香港新界西貢區惠民路休憩花園以東的海濱公園，政府在2003年斥資1,495萬元進行改善工程，並增加至佔地8萬多呎，由建築署前高級建築師馮永基負責設計。公園在2005年獲香港建築師學會會長獎項。西貢海濱是前往區內眾多景點的交匯處，亦是旅客及本地市民的消遣去處。

## 歷史
海濱公園在2003年改建前，周邊被厚圍牆和隱蔽的行人通道包圍，因此使用率偏低。改建後改為開放式設計，成功吸引不少遊客，並獲得建築師學會評審的垂青。

## 設施
海濱公園設有露天茶座、訪客中心、攤檔、水池石雕和兒童遊樂場，更不時舉辦嘉年華、義賣活動等。而外圍設面積約400平方米的有蓋小平台，可作婚禮之用。

## 加放盆栽遮擋紙船的「香港」及「獨立」新聞標題

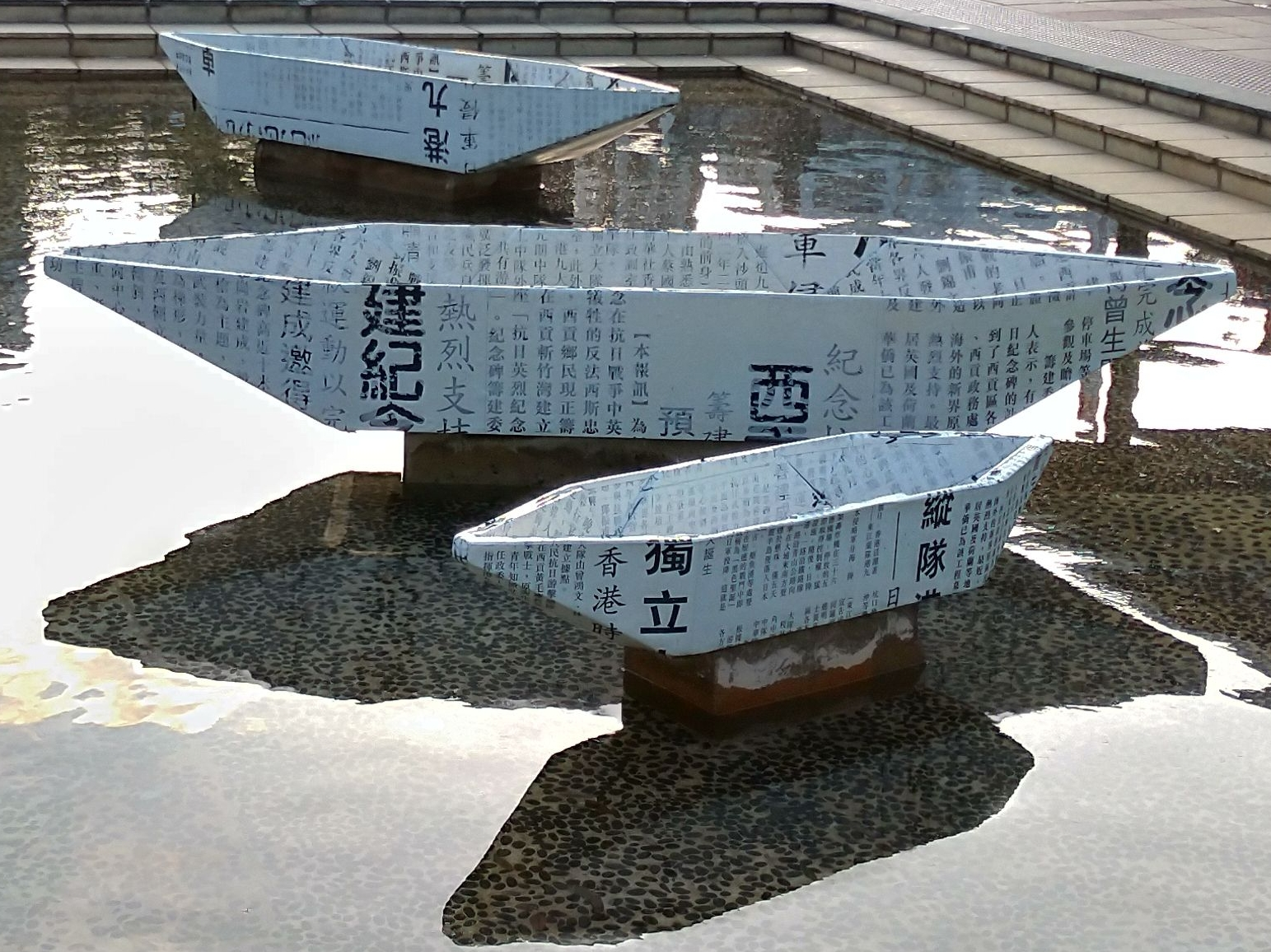
前方的紙船印有「香港」、「獨立」字樣的《大公報》新聞報導

公園水池內的紙船表達西貢昔日是漁村，也代表兒童玩紙船的簡樸情懷，並印上報道西貢的舊剪報，以抗戰為題材。建築師馮永基在2005年接受政府新聞處訪問時，表示希望讓西貢居民得知他們曾經以東方游擊隊身份抗戰。
2021年2月，有市民發現紙船上方擺設變為盆栽花槽，並且在紙船旁邊放置花盆遮去舊報紙圖樣印有的「香港」、「獨立」四字，而有關新聞標題字樣是出自立場親共及激進的《大公報》。有市民對政府的做法表示不滿，認為是畫蛇添足和將政權眼中的「敏感字眼」逐漸消失，事件反而令公眾注意該藝術品。有居住該處20多年的居民指用盆栽遮擋是沒有意義，感覺更奇怪。而早前設計被親建制派媒體點新聞批評該藝術品名為「港獨紙船」。康文署表示往年也會擺設盆栽做新年裝飾，增添節日氣氛。
於2021年5月25日，西貢區區議員梁衍忻發現印有「香港」、「獨立」字樣紙船遭改頭換面，原有圖樣已消失。康文署聲稱因為字樣退色而需要復修，但梁議員在其社交媒體頁面貼文指出在三月時字樣未有嚴重褪色，字眼清晰可見。

## 站外鏈結
- 旅遊事務署 - 已完成 - 西貢海濱公園（页面存档备份，存于）